# 伊苏瓦尔区
伊苏瓦尔区（法語：Arrondissement de Issoire）是法国多姆山省所辖的一个区。总面积2268.5平方公里，总人口78588，人口密度35人/平方公里（2018年）。主要城镇为伊苏瓦尔。

## 辖区
伊苏瓦尔区辖有133个市镇。